# 普拉特 (佛羅里達州)
普拉特（英語：Platt）是位於美國佛羅里達州德索托縣的一個非建制地區。該地的面積和人口皆未知。

## 地理
普拉特的座標為27°05′31″N 82°00′07″W / 27.09194°N 82.00194°W，而該地的平均海拔高度為6米（即20英尺）。